# 동부푸른혀도마뱀
동부푸른혀도마뱀(eastern blue-tongued lizard)은 호주 동부의 숲지대나 교외에 흔한 커다란 도마뱀으로, 호주푸른혀도마뱀의 아종이다. 학명은 틸리쿠아 스킨코이데스 스킨코이데스(Tiliqua scincoides scincoides). 선명한 푸른 혀로 유명하며, 겁을 먹으면 그 혀를 낼름 빼물면서 쉭쉭거리는 소리를 낸다.
몸집이 통통하며 동작이 굼뜨다. 신장은 30 ~ 60 cm까지 자라고, 몸과 꼬리 전체에 걸쳐 갈색과 회색의 비늘이 사선무늬로 번갈아 난다. 배는 대개 창백한 흰색이다. 푸른혀도마뱀들은 애완동물로 인기가 좋으며, 사육 상태에서 30년 이상 살 수 있다. 한 배에 6 ~ 20개의 알을 낳는다. 새끼는 알을 깨고 나오자마자 알주머니를 씹어먹으며, 생김새가 어미를 빼다박았다.